# Cohiba

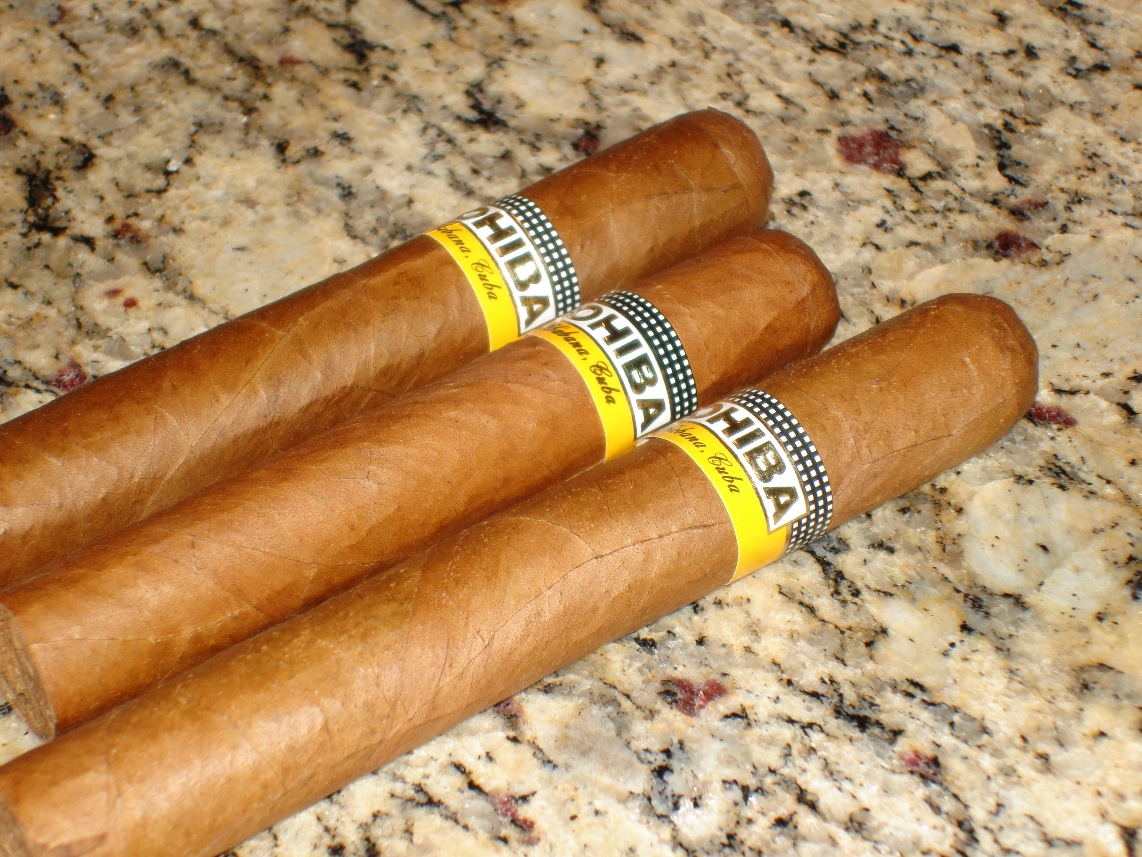
Сигары марки «Коиба» (Cohiba) премиум- класса, изготовленные на Кубе

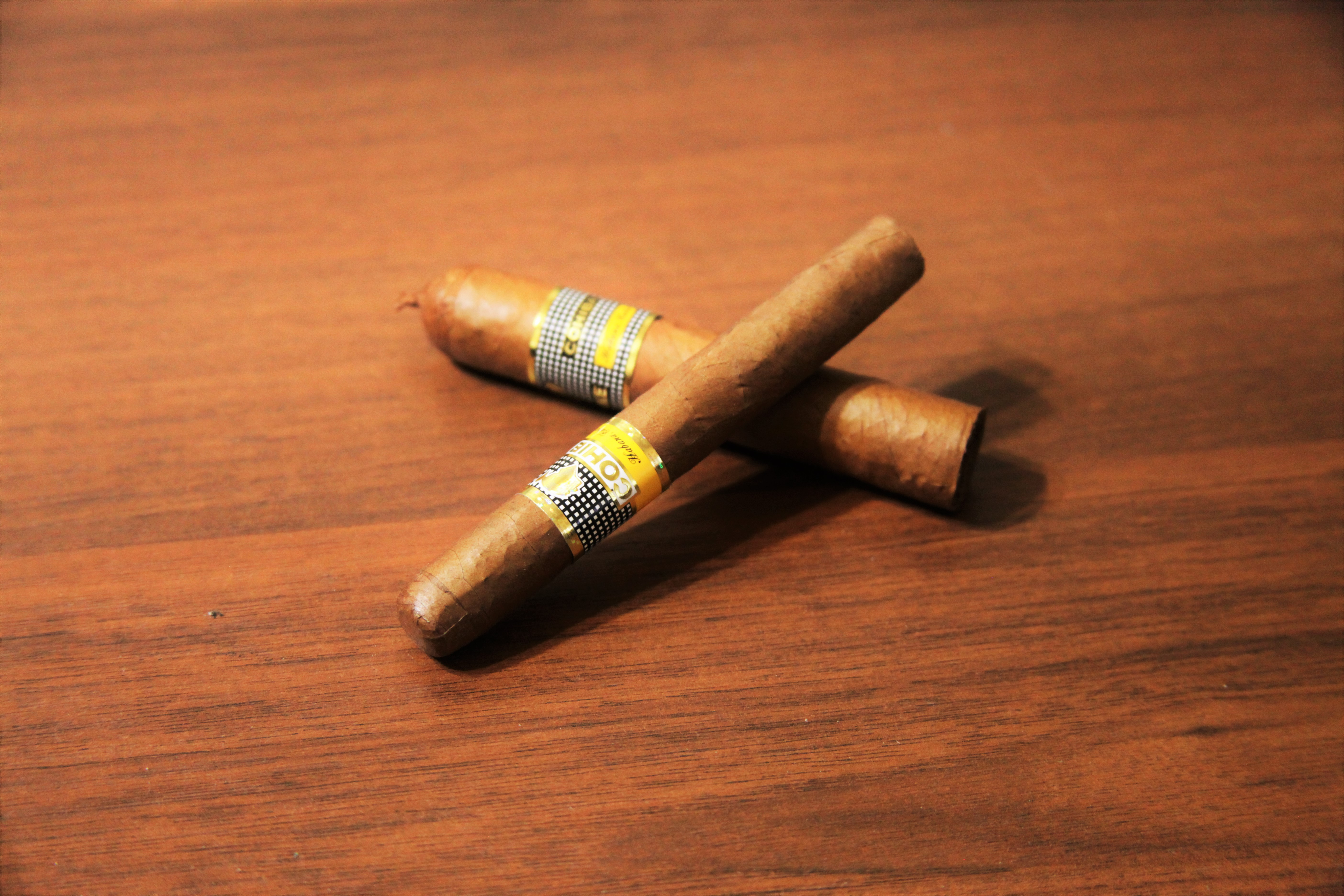
Cohiba Siglo II y Cohiba BNK 52

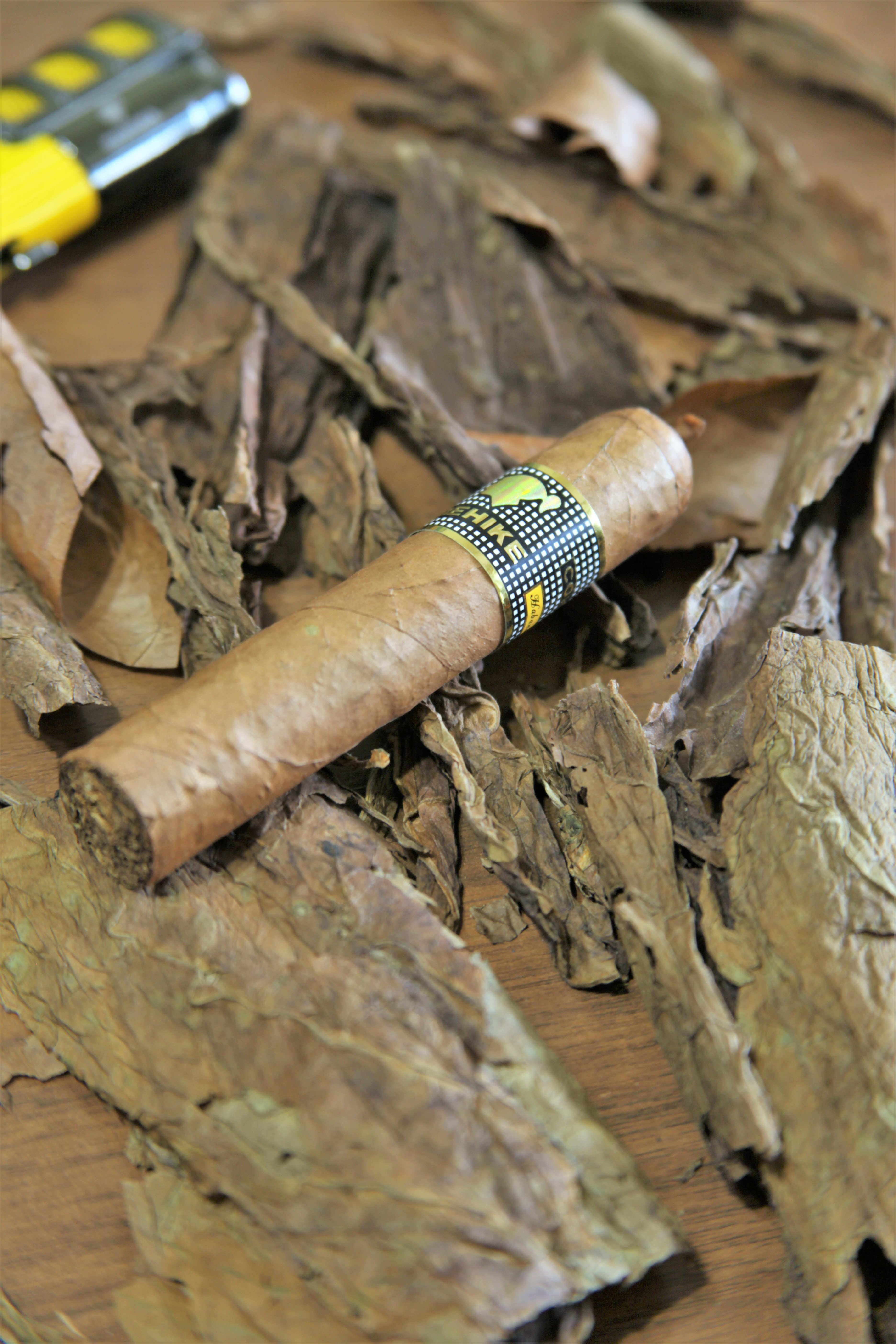
BHK52

Cohiba (Коиба) — одна из самых молодых марок кубинских сигар.

## История марки Cohiba
Торговая марка была зарегистрирована на Кубе в 1966. Изначально сигары этой марки предназначались правительству Кубы и лично Фиделю Кастро и его брату Раулю, а также для тех глав государств, которые прибывали на Кубу. Считаются любимыми сигарами Фиделя Кастро. С 1966 года их производили в школе крутильщиков, а в 1971 году школа стала фабрикой Эль Лагито (El Laguito).
По воспоминаниям Фиделя Кастро, которые он описал в интервью журналу Cigars Aficionado, эта марка вообще не существовала на Кубе долгое время. У него работал телохранителем один человек. Как-то проходя по саду, он почувствовал запах сигары, который очень ему понравился. Кастро спросил его, какую марку сигар он курит. Он сказал, что это сигара не имеет никакой марки. Что эти сигары крутит для него родственник у себя дома (в других источниках указывается, что охранник получил их в качестве взятки от одного из местных производителей). По другой версии, Фидель почувствовал запах сигары в машине своего шофера-телохранителя по кличке Чичо, когда возвращался домой от своей любовницы. Но все это, по сути, незначительные мелочи, самое главное — Команданте попросил несколько сигар для себя, и они ему понравились.
Кастро попросил найти этого человека. С этим человеком заключили контракт и основали фабрику Эль-Лагито. Родственником охранника, который крутил сигары, был 20-летний Эдуардо Ривера, впоследствии ставший главным торседором страны. Он рассказал, какую смесь табака он использовал и с каких плантаций. На Кубе подобрали группу изготовителей сигар, снабдили их всем необходимым. Так была основана новая марка. Теперь Cohiba известна во всем мире. Это было более 30 лет назад. С тех пор, как появились Cohiba, Кастро курил только эти сигары, они были для него настолько мягкими и приятными, что ему их было легко курить.
26 августа 1985 года началась национальная акция по борьбе с курением. Поначалу Кастро предполагал не курить только на людях, публично. Но у него была привычка держать сигару во рту все время. С сигарой он встречался с иностранцами, а потом его фотография появлялась в газетах, с сигарой давал интервью для телевидения, а потом все смотрели передачу у себя дома. Люди могли подумать, что Кастро не поддерживает данную акцию. И тогда он принял решение, что должен быть примером, и бросил свою давнюю привычку навсегда.

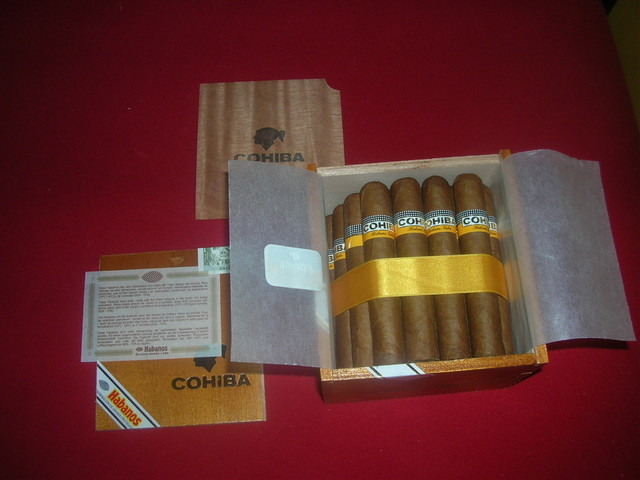
Коробка утолщённых сигар марки «Cohiba Robustos»

Несмотря на кажущуюся случайность и полуподпольность возникновения этой марки, в производство этих сигар был вложен многолетний опыт и глубокие знания кубинских мастеров. Набор персонала проходил из круга родственников охраны и приближенных людей, и первые партии сигар производили всего 18 человек.
Со дня её основания фабрики на ней работали одни женщины. Эта идея происходит от героини кубинской революции Селии Санчес Мандулей, уделявшей много времени вопросам участия женщин в социальной жизни страны. Фабрика находится по адресу 146-я Авеню, дом 2121, на окраине Гаваны. Усадьба, которая раньше принадлежала английскому сахарному магнату, стала первой кубинской сигарной фабрикой после революции.
Только в 1982 году началась продажа на рынке трёх форматов: Lanceros (Лансерос), Coronas Especiales (Корона Эспеcиаль) и Panetelas (Панателла). Приобрести их считалось знаком престижа. Их выпустили специально в преддверии чемпионата мира по футболу в Испании.
В 1989 добавились ещё три формата: Esplendidos (Эсплендидо), Robustos (Робусто), Esquisitos (Эксквизито). Эти шесть витол составляют линию Cohiba Class. В 1992 в честь 500-летия открытия Америки Кристофором Колумбом начался выпуск сигар под названием Cohiba Siglo серий: Siglo I, Siglo II, Siglo III, Siglo IV и Siglo V, а в 2003-м — еще и Siglo VI.
В конце 2006 года к 40-летию марки была выпущена сигара Cohiba Behike, ставшая самой дорогой в мире сигарой, а также удостоенная звания «лучшая сигара 2010 года». Всего было скручено четыре тысячи сигар. Уникальность сигар в том, что все они были созданы одной крутильщицей (торседором) — Нормой Фернандез, ветераном табачной фабрики El Laguito в Гаване. Сигары Behike уложены по 40 штук в 100 эксклюзивных хьюмидоров Elie Bleu. Каждый хьюмидор отделан кедром, эбеновым деревом, кожей буйвола и ската.

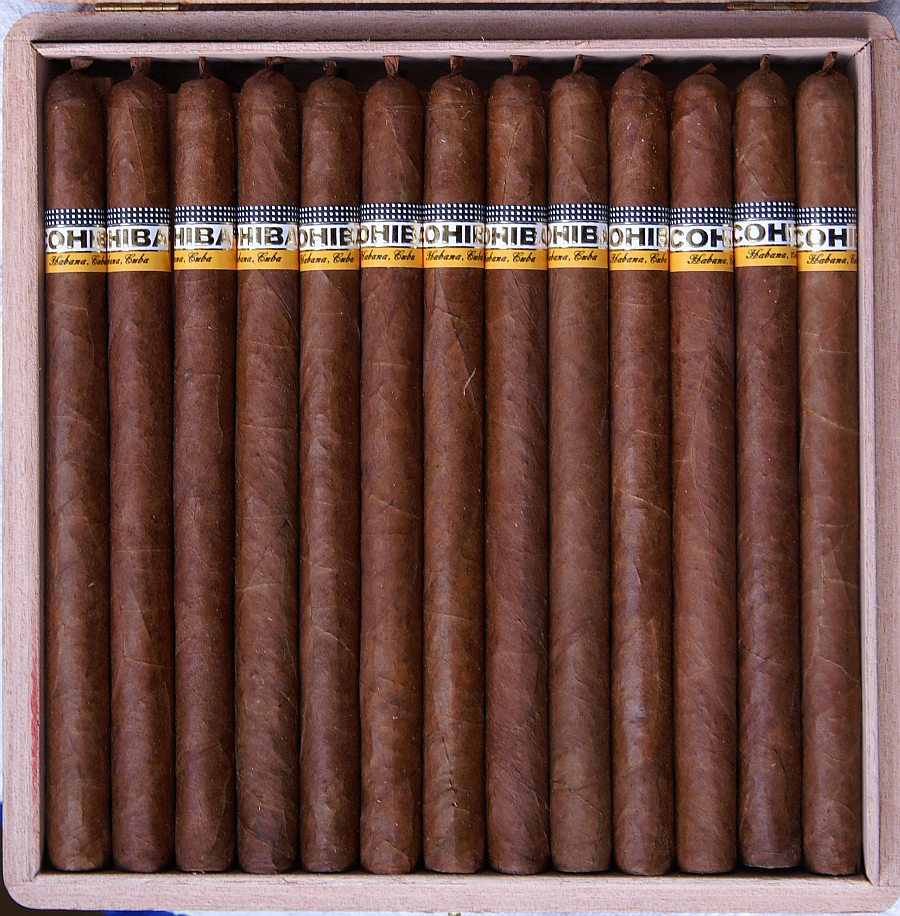
Коробка удлинённых сигар марки «Cohiba Lanceros»

В Гаване в 2010 году на ХII Habanos Festival была представлена линейка сигар Cohiba Behike. Новые сигары имеют три новых формата, каждый из которых представлен в эксклюзивной лакированной коробке из 10 сигар:
- BHK52 — 20,6 мм диаметр и 119 мм длина.
- BHK54 — 21,4 мм диаметр и 144 мм длина.
- BHK56 — 22,2 мм диаметр и 166 мм длина.

Только для производства сигары Cohiba Behike впервые в технологии производства сигар используются табачные листы mediotiempo или Fortaleza4, которые придают этой сигаре исключительный характер и букет. В связи с тем, что выращивание и производство табачного листа mediotiempo очень трудоемко и количество его ограничено, ежегодное производство витолы Cohiba Behike строго лимитировано. Также особенностями Cohiba Behike являются её банты и форматы. Каждая сигара будет иметь новый бант с двумя специальными защитными голограммами. Все три формата Cohiba Behike — это совершенно новые форматы как среди линейки Cohiba, так и среди всех брендов Habanos.
C 2012 года выпускается новая линейка — Cohiba Pirámides Extra. Их легко отличить по сильно суженным концам.
Табак на фабрику поставлялся с лучших плантаций Вуэльта Абахо. Главное отличие сигар Cohiba — это тройная ферментация; все другие кубинские сигары проходят только двойную. Ферментация — это процесс последовательного изменения температуры и влажности. Первые две ферментации табак проходит в наглухо закрытых темных ангарах. Табачные листы складывают в большие кучи (высотой примерно 1 метр) под названием pilones (пилоны), в которых происходит, образно говоря, брожение сигарного листа. Выделяется тепло.
Очень важный момент — отслеживание температуры. Если табак перегреть, то он потеряет свои вкусовые данные. Максимально допустимая температура составляет 42 градуса. При превышении температуры кучи дробятся на более мелкие. Таких ферментаций производится две, каждая из которых длится от 30 до 50 дней. Самая главная третья ферментация происходит уже на фабрике в дубовых бочках (что роднит табак с коньяком), куда листья складывают особым способом. Знаменитая тройная ферментация удаляет смолы и нитраты, делая вкус сигары более мягким и округлым.
На фабрике очень строгий контроль качества. Сначала происходит контроль тяги на сигарах без покровного листа, чтобы не переводить самую дорогую часть сигары. Прежде чем попасть на стол к сортировщику цвета, из каждого бандла вынимается несколько сигар, которые проходят тест калибровки, веса. Если у контролера есть вопросы, то проверяются остальные сигары и бандл возвращается к торседору.

## Производство сигар Cohiba
Табак, предназначенный для сигар марки Сohiba, выращивают на плантациях в районе Вуэльта Абахо провинции Пинар дель Рио (Pinar Del Río). Все сигары на Кубе имеют покровный лист Корохо, но специально для сигар формата Cohiba отбирают самые тонкие листья. Также тщательно отбираются листья и для начинки сигар, которые проходят дополнительную, третью ферментацию, целью которой является удаление лишних смол и нитратов. Этот сложный и довольно дорогостоящий процесс обеспечивает исключительное качество, изысканный вкус и насыщенный аромат сигар Cohiba.
Крутят сигары Cohiba одни из самых лучших мастеров — торседорес высшей категории фабрики «Эль Лагито». Из-за высочайших стандартов сигары Cohiba не выпускаются в больших количествах, именно по этой причине сигары этой марки часто подделывают как на Кубе, так и в других странах.

## Доминиканская Cohiba
Очень часто путают кубинскую Cohiba и доминиканскую. Они отличаются не только логотипом, но также вкусом и ароматом. Доминиканские Cohiba — это не подделка под кубинскую марку, хотя и появились на рынке они намного позже кубинских. Эти сигары производятся General Cigar, зарегистрировавшей в 80-х годах XX века эту торговую марку на территории США.

Решение нью-йоркского суда от 30 марта 2004 года, согласно которому единственным обладателем права на торговую марку COHIBA была признана кубинская компания Cubatabaco, а американской кампании General Cigar было запрещено реализовывать доминиканские сигары под той же маркой, действовало менее одиннадцати месяцев. 24 февраля 2005 года Апелляционный суд второго округа США отменил решение нью-йоркского Окружного суда от 30.03.2004 г. и признал права на марку COHIBA на территории США за компанией General Cigar. Разумеется, такое решение не устраивает Cubatabaco, чьи представители уже заявили, что обязательно оспорят последний вердикт. Таким образом, спор за знаменитую марку получил новое продолжение.

## Афоризмы и поговорки
«Те, кто курят Cohiba, никогда не умрут от рака, но те, кто не курят, умрут от зависти» (Los que fuman Cohiba no van morir de cáncer, pero aquellos que no fuman van a morir de envídia) — такое утверждение распространено на Кубе.